# Hans Jansson i Bräcketorp
Hans Jansson, född 7 januari 1792 i Mo socken, Älvsborgs län, död 1 februari 1854 i Svanskogs socken, var en svensk lantbrukare och politiker. Han var far till Betty Janson. 

## Uppväxt
Hans Jansson föddes i en torftig bondstuga i Låbyn i Mo socken i Tössbo härad i Dalsland. Föräldrarna var fattiga småbrukare som hade ansvar att föda och fostra tolv barn. Sonen Hans visade redan som liten gosse en ovanlig vetgirighet. Modern lärde honom stava och lägga ihop, men varken hon eller fadern kunde skriva eller räkna. Efter att ha fått en förskrift och en räknebok lärde Hans sig att skriva och räkna, på egen hand.
Endast sjutton år gammal utsågs han till klockare  och vaccinatör, och han skötte dessa båda befattningar under en följd av fjorton år. För sitt nit om vaccinationen erhöll han också från Sundhetskollegium en silvermedalj. Under tiden fortsatte Hans de självstudier som han börjat, då han ännu var endast en liten pojke. Han lärde sig snickaryrket och vid trettio års ålder gifte han sig med en dotter till en nämndeman. År 1826 köpte han ett hemman i Bräcketorp, Edsleskog, av sina svärföräldrar. Han skänkte själv en stor summa pengar till det första skolbygget i denna socken, Edsleskogs kyrkskola, som stod klar 1841.

## Riksdagsledamot
År 1828 valde Tössbo härad Jansson till häradets representant i bondeståndet. Han tillhörde de liberala krafterna i riksdagen och ivrade bland annat för att det skulle införas skolplikt i Sverige.  Bondeståndets främste ledare, vad beträffar oppositionen, var vid den tiden Anders Danielsson, men redan påföljande riksdag – år 1834 – valdes Hans Jansson till en av ständernas fullmäktige i riksgäldskontoret, och blev av regeringen kallad till ledamot i hemmansklyvning- och fattigvårdskommitteerna. Det var dock först i och med 1840 års riksdag som Hans Jansson fick ett större inflytande. Anders Danielsson hade året förut avlidit och Hans Jansson kom att överta dennes roll som de liberalas talesman inom bondeståndet.

## Talman
Vid  1840 års riksdag var han på förslag till talman för sitt stånd, men undanbad sig detta förtroende, uppmanad därtill av Lars Johan Hierta med flera liberala krafter. Samtidigt avstod han från ett arvode på 400 riksdaler banco i månaden. För att hålla honom skadeslös startades efter riksdagens slut en riksomfattande insamling, som sammanlagd inbringade över 5300 riksdaler. Dessa pengar använde han bland annat till att 1844 ropa in jordbruksfastigheten Södra Skarbol i Svanskog. 
Sedan kung Karl XIV Johan avlidit mottog Hans Jansson förnyad kallelse att föra talmansklubban och skötte denna befattning under två riksdagar, åren 1844 och 1848. År 1846 utnämndes han av den då reformvänliga regeringen till ledamot i representationskommittén, och erhöll ungefär samtidigt för sina förtjänster av kungen en större guldmedalj. 
Redan efter slutet av 1848-1849 årens riksdag kände Hans Jansson sin hälsa så bruten, att han vid nästföljande riksdagsmannaval tvingades undanbe sig förtroendet att återigen representera sin valkrets. När Jansson lämnade ämbetet som riksdagens talman fick han i avskedsgåva av kung Oscar I en ljuskrona som han så småningom skänkte till kyrkan i Svanskog, där han levde sina sista år.